# Frederick William Lord
Frederick William Lord (* 11. Dezember 1800 in Lyme, Connecticut; † 24. Mai 1860 in New York City) war ein US-amerikanischer Arzt und Politiker. Von 1847 bis 1849 vertrat er den Bundesstaat New York im US-Repräsentantenhaus.

## Werdegang
Frederick Lord wurde Anfang des 19. Jahrhunderts in Lyme geboren und wuchs dort auf. Er besuchte die Lyme Academy und graduierte 1821 am Yale College. Dann arbeitete er zwei Jahre lang als Professor für Mathematik am Washington College in Chestertown (Maryland) und nach einem Wechsel drei Jahre lang an einer Academy in Baltimore. Er studierte Medizin in Baltimore und graduierte dann 1828 in Medizin am Yale College. Danach begann er in Sag Harbor (New York) zu praktizieren und übte diese Tätigkeit 15 Jahre lang aus.
Lord nahm 1840 als Delegierter an der Whig National Convention in Harrisburg (Pennsylvania) teil. Dann zog er 1846 nach Greenport (New York), wo er der Landwirtschaft nachging. Er baute Obst und Zierbäume an. Seine politische Zugehörigkeit wechselte zu der Demokratischen Partei. Bei den Kongresswahlen des Jahres 1846 wurde Lord im ersten Wahlbezirk von New York in das US-Repräsentantenhaus in Washington, D.C. gewählt, wo er am 4. März 1847 die Nachfolge von John W. Lawrence antrat. Da er im Jahr 1848 auf eine erneute Kandidatur verzichtete, schied er nach dem 3. März 1849 aus dem Kongress aus. Er nahm seine frühere Tätigkeit in Greeport wieder auf. Bei seinen Kandidaturen in den Jahren 1854 und 1856 für das US-Repräsentantenhaus erlitt er beide Male eine Niederlage. Er sollte als Delegierter an der Republican National Convention in Chicago teilnehmen. Allerdings wurde er auf dem Weg auf dem Dampfschiff Massachusetts krank und verstarb am 24. Mai 1860 in New York City. Sein Leichnam wurde auf dem East Hampton Cemetery in East Hampton beigesetzt.